# Lac Powell
Pour les articles homonymes, voir Powell.
Le lac Powell (en anglais : Lake Powell) est un lac artificiel créé sur le fleuve Colorado par le barrage de Glen Canyon achevé en 1963. Long de près de 300 km, le lac se situe en Arizona et en Utah.
Quand il est plein, il représente le deuxième plus grand réservoir aux États-Unis en termes de capacité d'eau, après le lac Mead.

## Présentation
Le lac Powell fait partie de la Glen Canyon National Recreation Area mais ne représente que 13 % du parc, malgré sa surface.
Les eaux du lac Powell sont très claires et il peut atteindre 170 mètres de profondeur. Le lac est devenu une zone de loisirs très fréquentée. De nombreuses activités nautiques y sont proposées, principalement au départ de la marina de Wahweap, à quelques kilomètres de Page.
Wahweap est un mot amérindien qui signifie « eaux saumâtres ». Ce n'est pas le cas mais le terme est resté. 
Formé par la construction du barrage de Glen Canyon sur le Colorado, cet immense lac artificiel (le deuxième du pays) peut atteindre 300 km de long quand il est à son niveau le plus haut et comporte 3 136 km de rivages, soit plus que toute la côte ouest du pays (c'est dire si son rivage est découpé). On y compte pas moins de 96 canyons aux rochers ocre et rouges (dont le Dungeon Canyon qui est encore utilisé aujourd'hui par les Navajos qui y descendent leurs troupeaux de moutons afin qu'ils puissent boire l'eau fraîche du lac), des grottes, des ruines amérindiennes, des îles et des formations rocheuses, dont la plus connue est le Rainbow Bridge National Monument.
Le lac Powell a commencé à se remplir en mars 1963. Du fait des besoins en eau en amont et en aval, les sceptiques pensaient qu'il ne se remplirait jamais. Pourtant, en 1980, soit 17 ans plus tard, il était plein. À la suite de plusieurs années particulièrement humides et d'une erreur de construction affectant les déversoirs, il fallut même prendre des mesures nécessaires pour empêcher le lac de déborder du barrage en 1983 et 1984. Ce niveau maximum a laissé une marque blanche sur toutes les parois de roche, que les habitants de la région appellent « la marque de la baignoire ».
Son niveau peut varier de 4 à 6 m après la fonte des neiges et jusqu'à 15 m par an. Ainsi, selon le niveau de l'eau, Antelope Island peut être une île ou une presqu'île.
24,5 millions d'habitants de l'Utah, du Nouveau-Mexique, du Colorado, mais aussi du Nevada et de la Californie, dépendent de ce lac, tant au niveau de son eau que de la production électrique générée par le barrage du Glen Canyon.
Depuis la fin de l'année 2000, la région souffre d'une grande sécheresse et le lac est actuellement à son niveau le plus bas depuis sa mise en eau en 1980. Entre 2000 et 2004, le niveau a baissé de 32 m. Au printemps 2007, il n'avait toujours pas plu et le lac n'était rempli qu'à 60 % de sa capacité,,.

## Galerie

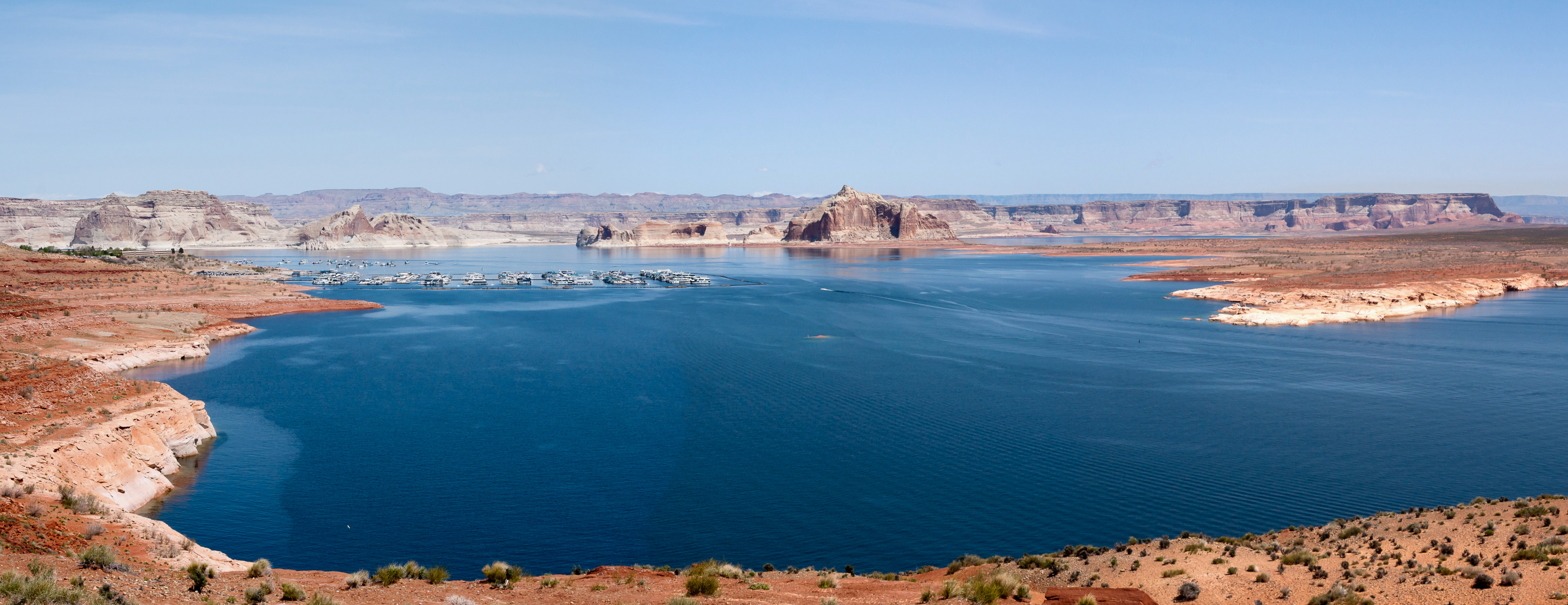
Panorama vu du barrage.
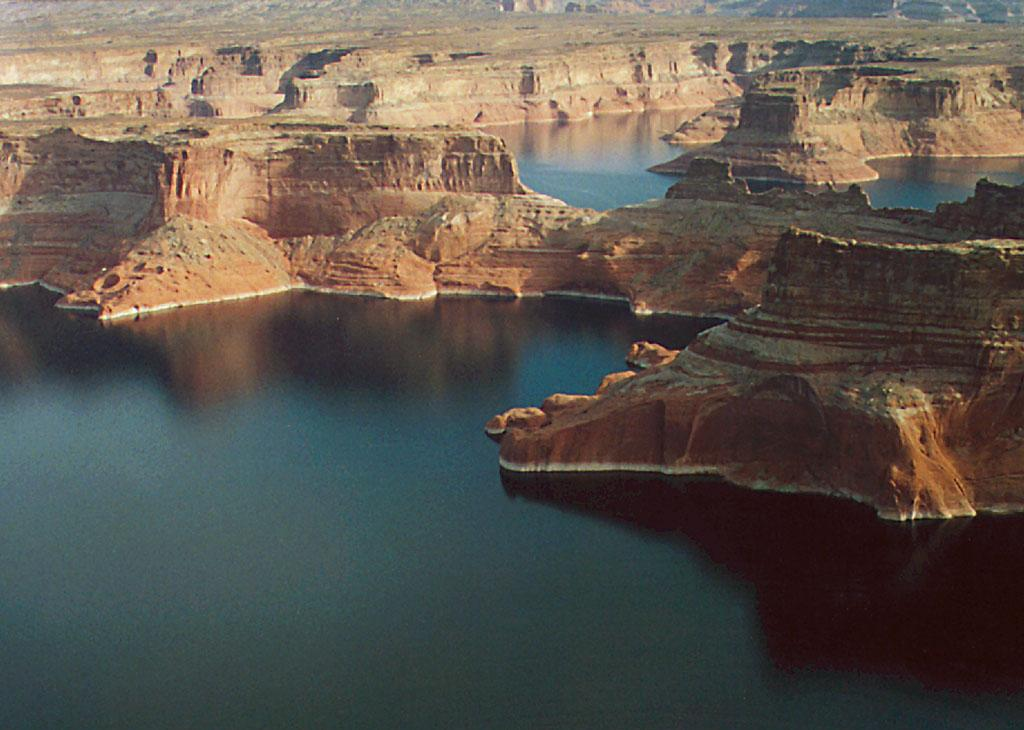
Vue du lac Powell.
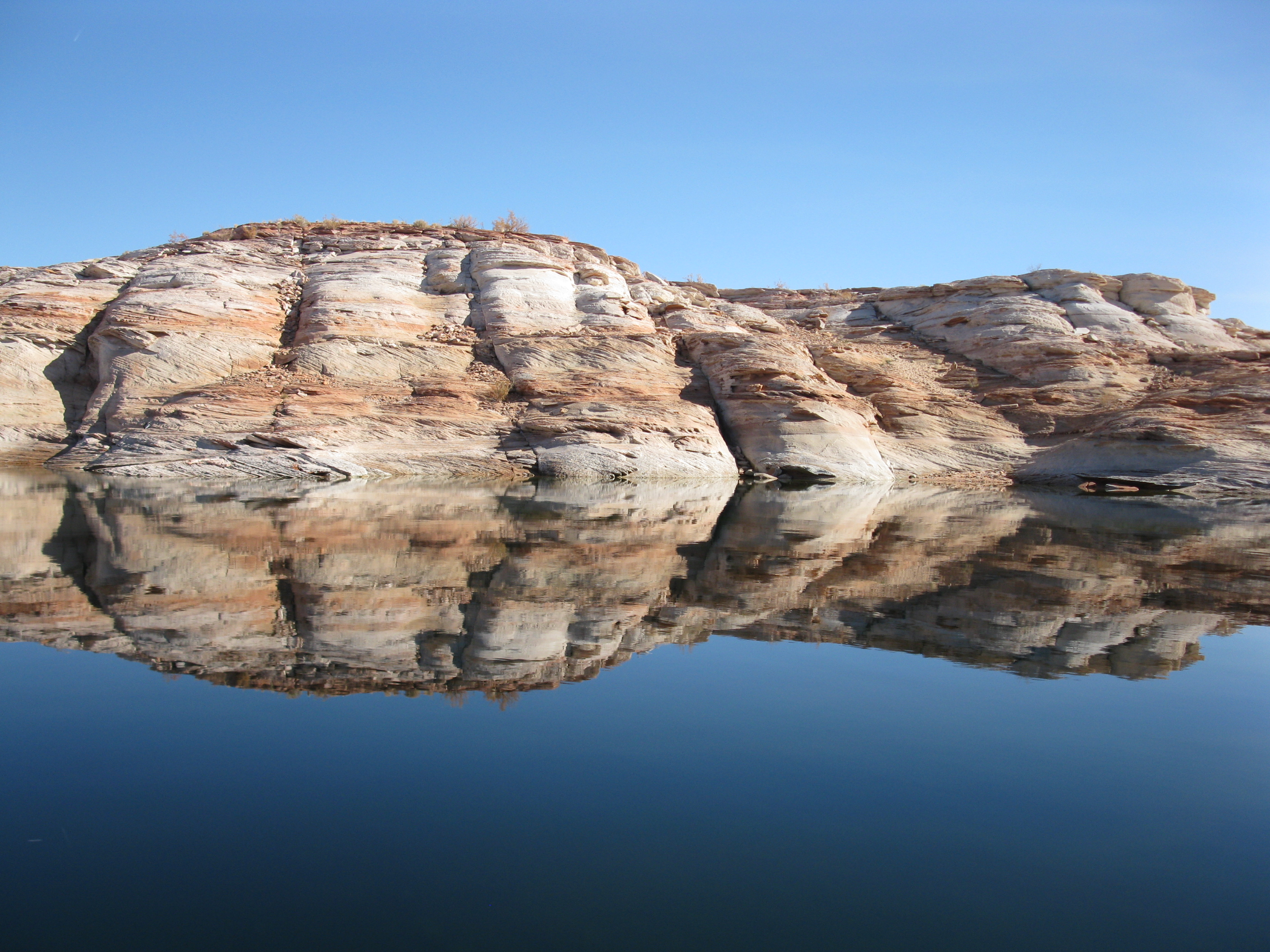
Vue du lac Powell.

## Toponymie
Le lac Powell tient son nom du major John Wesley Powell qui, en 1869, fut la première personne à descendre le mythique fleuve Colorado avec plusieurs hommes d'équipage dont moins de la moitié arrivera jusqu'à l'océan Pacifique, au terme d'un périple meurtrier.

## Visite et fréquentation
Il est possible de visiter le barrage (Glen Canyon Dam) bien que la visite ait été largement raccourcie (45 à 50 minutes désormais) depuis les attentats du 11 septembre 2001.
Le classement des endroits où ne pas aller, pour les préserver,,  publié par le guide américain Fodor's, créé en 1949 à Paris par l'écrivain d'origine hongroise Eugene Fodor, mentionne explicitement ce lac dans un groupe de villes et lieux à éviter.

## Géographie
Le lac Powell se situe entre l'Arizona et l'Utah. Il est très connu pour le Rainbow Bridge, un pont naturel magnifique (le plus grand pont naturel connu au monde) uniquement accessible en bateau (près de 2 h de voyage). La ville la plus proche du lac est Page où il est possible de réserver des bateaux.
Le lac Powell a servi de décor à plusieurs films, dont Broken Arrow en 1995 avec John Travolta ou La Planète des singes avec Charlton Heston en 1967.